# José Roberto Torrent Prats
José Roberto Torrent Prats (Ciutadella de Menorca, 8 de setembre de 1904 - 13 de novembre del 1990) fou un pintor menorquí. Fou el pintor més important de Menorca i un dels més importants de les Balears del segle xx.
El 13 d'agost de 1995 s'inaugurà el museu monogràfic dedicat a aquest artista, i el 2002 Ciutadella de Menorca li dedicà una escultura-monument: un monòlit que porta el seu nom.

## Obra[calcitació]
- Es Baluard - Museu d'Art Modern i Contemporani a Palma
- Museu Ses Voltes de Palma
- Museu de Pollença
- Museu d'Art Contemporani de Barcelona
- Círculo de Bellas Artes de Madrid CBA

## Guardons[calcitació]
- Medalla Diputación, Saló Tardor Palma 1950.
- Medalla de Plata, Saló Tardor Palma 1954.
- Segundo accésit, Saló Tardor Palma 1956.
- Mención Honorífica Pro-Museo de Baleares, Saló Tardor Palma 1956.
- Medalla d'Honor, Saló Tardor Palma 1959.
- Medalla d'Honor, Saló Tardor Palma 1960.
- Sekunda Medalla, Saló Tardor de Madrid 1960.
- Primer Premi Pintura, Saló Primavera Maó 1962.
- Primer Premi Pintura, Saló Primavera Maó 1963.
- Medalla d'Honor, Saló Primavera Maó 1964.
- Premi Pintura Fomento Turismo Baleares, Palma 1964.
- Premi Pollensa, Pollensa 1964.
- Premi Fomento Turismo Baleares, Palma 1965
- Finalista Premi CIUDAD DE BARCELONA, Barcelona 1967
- Premi Invicta Ayuntamiento Alcudia, Alcudia 1968.
- Premi CIUDAD DE PALMA, Palma 1969.
- Premi CIUDAD DE BARCELONA, Barcelona 1969.
- Premi ANSIBA, Palma 1976.
- Medalla de Oro ADEBA,1983.
- 1a Medalla ATENEO MAHÓN, Maó 1984
- Premi ROQUETA, Palma 1987.